# Plateau de Cita
Le plateau de Cita est un plateau situé entre les communes de Navenne et d'Échenoz-la-Méline dans l'agglomération de Vesoul (Haute-Saône). Le plateau abritait autrefois un éperon barré de l'âge du fer. Une partie du plateau est classée Natura 2000.

## Histoire
Sur le plateau de Cita, il y a une promenade de 7,5 km avec des balisages anneaux jaune. C'est un ancien site préhistorique.

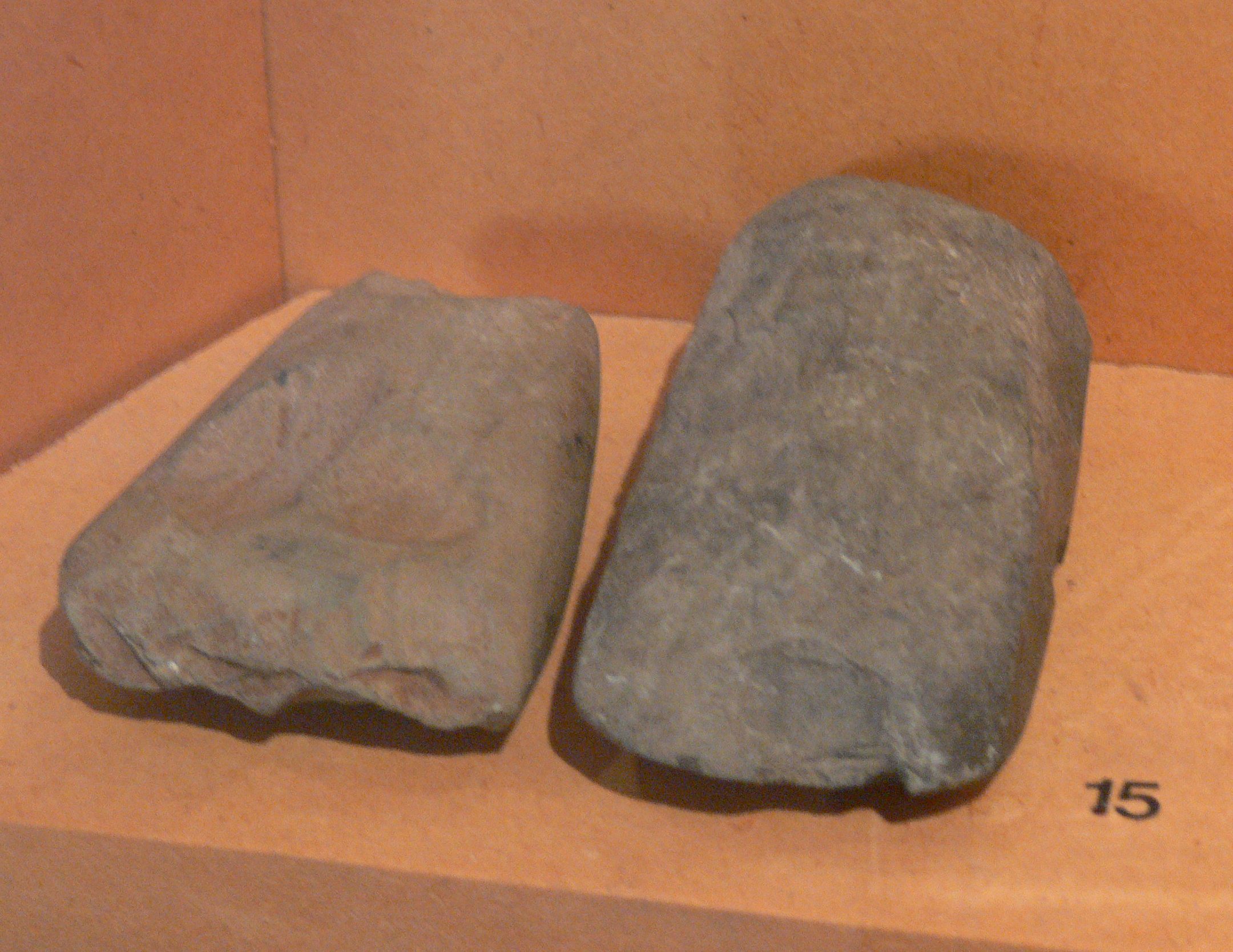
Haches polies néolithiques.
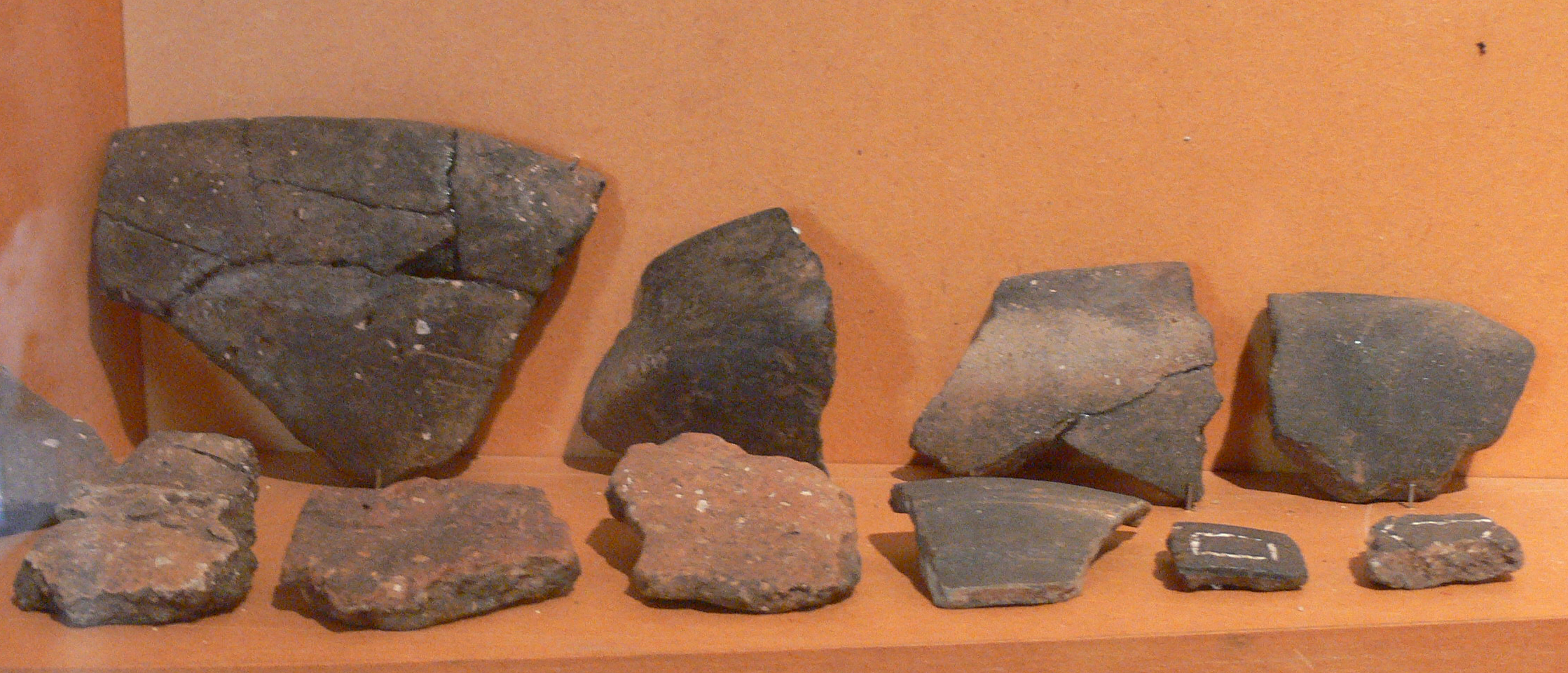
Poterie de l'époque d'Hallstatt.
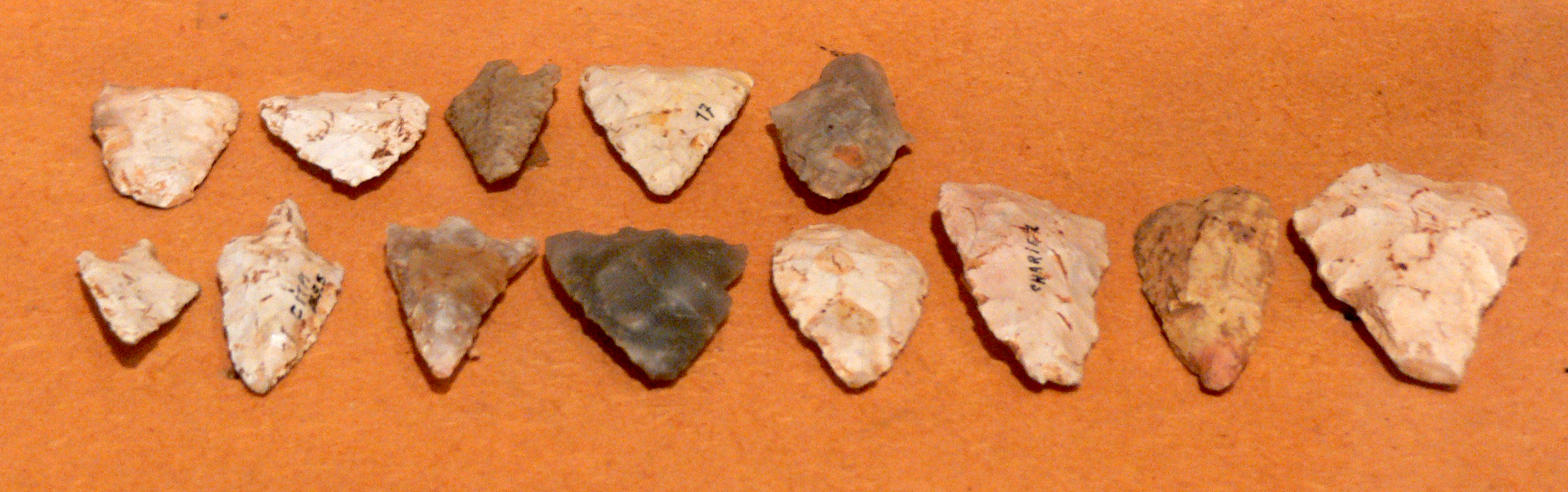
Pointes de flèches néolithiques.